# Wahrberg (Glücksburg)
Wahrberg (früher auch: Waarberg; dänisch: Vaarbjerg) ist ein Ort der Gemeinde Glücksburg.

## Lage
Die Straßensiedlung liegt südlich von Bockholm, entlang der gleichnamigen Straße Wahrberg. Den Häusern sind die Adressen Wahrberg Nr. 1, 2 und 4 zugeordnet. Des Weiteren gehören einige der Häuser im Kreuzungsbereich Bockholm/Wahrberg, welche gemäß ihrer Hausnummer der Straße Bockholm zugeordnet wurden, genau betrachtet ebenfalls zur Straßensiedlung Wahrberg. Südlich von Wahrberg liegen Iskiersand und der Munkbraruper Ortsteil Bockholmwik. Von der Straße Wahrberg geht zudem ein Weg ab, der zum Munkbraruper Ort Geil führt (Lage).

## Hintergrund
Die Landschaft der Flensburger Förde wurde in der Eiszeit geformt. Beim Wahrberger Gebiet entstand damals die sogenannte Wahrberg Randmoräne, die nördlich bei Bockholm ihre höchste Erhebung mit 34,8 Metern hat. Im Wahrberger Gebiet bestand zunächst ein Einzelhof Wahrberg, der vermutlich schon in den Zeiten des Rudeklosters auf dem eigentlichen Wahrberg, der eine Höhe von 16,5 Metern hat, angelegt wurde.
Wahrberg soll im Mittelalter als Beobachtungsposten gedient haben. Von dort aus konnten auf der Förde herankommende Kriegsschiffe und Seeräuberschiffe gesichtet werden, so dass die Bevölkerung durch Feuer oder einen Reiter „gewarnt“ werden konnte. Auf Grund dieser „Warnmöglichkeit“ erhielt der Ort seinen Namen. Wahrberg wurde erstmals in den örtlichen Kirchenbüchern von 1677 als „Warberg“ erwähnt. Die erste bekannte Bewohnerin der Großkate Wahrberg war Margeret Thomsen, geboren 1613, gestorben 1688 in „Warberg“.
Der Besitzer Amandus Nielsen erbaute 1905 mit seiner Frau Elise geb. Petersen an der Stelle der Großkate Wahrberg das heutige Haus Wahrberg, dass die Adresse Warberg 2 erhielt, und neue Wirtschaftsgebäude. Zuvor, im Jahr 1890, hatte dessen Vater Andreas Nielsen schon südlich des Hofes, heute auf der gegenüberliegenden Straßenseite, ein Abnahmehaus, also Altersruhesitz, für die Familie errichten lassen. 1971/72 wurde der Förde-Golf-Club e.V. Glücksburg gegründet, der das Gelände nördlich und in kleinen Teilen auch südlich der Straße Wahrberg ab 1997 als Golfplatz ausbaute. Aus einem ehemaligen Stallgebäude entstand im Jahr 2001 das Wohnhaus Wahrberg Nr. 4.

## Verschiedenes
- Beim Triathlon Ostseeman führt die Fahrradstrecke bei Wahrberg entlang.[17]
- Auch weitere Fahrradrouten führen an Wahrberg entlang.[18]
- Bei Wahrberg befindet sich auch ein kleiner Bach, der offenbar Wahrberger Au genannt wird.[19]